# Зыков, Владимир Павлович

В. П. Зыков и С. С. Четвериков, 1896 год

Владимир Павлович Зыков (1855—1913) — профессор, русский учёный.
Магистр зоологии (1903), профессор высшего оклада (1909), декан инженерно-мелиоративного факультета (1910—1912), декан сельскохозяйственного факультета (1912—1913), ректор Донского политехнического института (ДПИ, апрель-август 1910 года).

## Биография
Родился в 1855 году.
Окончил естественное отделение физико-математического факультета Московского университета; приват-доцент — с 1884 года.
Преподавал в ряде средних учебных заведений Москвы, а в 1900—1907 годы — на кафедре энтомологии Московского сельскохозяйственного института.
Был в числе сотрудников Донского политехнического института, которые провели в нём первые учебные занятия. Преподавал зоологию на инженерно-мелиоративном, горном, химическом факультетах института. Наряду с Н. Н. Зининым был одним из первых двух научных работников ДПИ, имевших звание профессора.
Организатор Высших женских курсов в Новочеркасске. Почетный член Московского общества любителей аквариума и комнатных растений
Занимался как зоолог изучением всех типов беспозвоночных за исключением иглокожих. Благодаря его исследованиям были значительно расширены сведения о фауне Волги. Магистерскую диссертацию выполнил на тему: «Материалы по фауне Волги и гидрофауне Саратовской губернии». Занимался вопросами систематизации насекомых. Подготовил на эту тему докторскую диссертацию.
Умер в 1913 году.

## Источник
- Данцев А. А. Университет — любовь моя. Страницы истории первого донского вуза. Новочеркасск, 1997. Стр. 226—227.